# 宇佐元恭一TOKYO ff
『宇佐元恭一TOKYO ff』（うさもときょういちトーキョーフォルテシモ）は、2004年4月から2007年3月までRKBラジオで放送されていたラジオ番組である。
宇佐元恭一と本庄麻里子がパーソナリティを務めていた土曜23時台のラジオバラエティ番組で、それまで日曜23時台に放送されていた『宇佐元恭一ぷちトマ』に替わってスタートした。『ぷちトマ』では宇佐元と富永倫子というメンバー構成であったが、本番組へのリニューアルを機に宇佐元と本庄という組み合わせになった。
2005年10月からは、金曜23時台にも『宇佐元恭一TOKYO ff on the WEB』（ - オン・ザ・ウェブ）と題してのラジオ放送が行われていた。
番組は、2007年春の改編を機に同タイトルでの放送を終了。宇佐元と本庄という組み合わせを維持したまま日曜1時台（土曜25時台）へ移動し、『宇佐元恭一アーティストライブラリー』と題してリニューアルした。

## 放送時間
いずれも日本標準時。

### TOKYO ff
- 土曜 23:00 - 23:30
- 土曜 22:00 - 22:30 - 上記時間帯に『林原めぐみのHeartful Station』が編成されている間、この時間帯での放送が行われていた[4][5]。

### TOKYO ff on the WEB
- 金曜 23:25 - 23:40

## コーナー
Club ff
宇佐元とリスナーが番組を通じてそれぞれの近況を報告しあうという、交換日記をコンセプトにした投稿コーナー。
恭一's スポットライト（キョウスポ）
宇佐元が東京で見聞きしてきた事を、独自の見解を交えながらリスナーに紹介していたコーナー。